# Blepsias bilobus
Blepsias bilobus är en fiskart som beskrevs av Cuvier 1829. Blepsias bilobus ingår i släktet Blepsias och familjen Hemitripteridae. Inga underarter finns listade.

## Bildgalleri

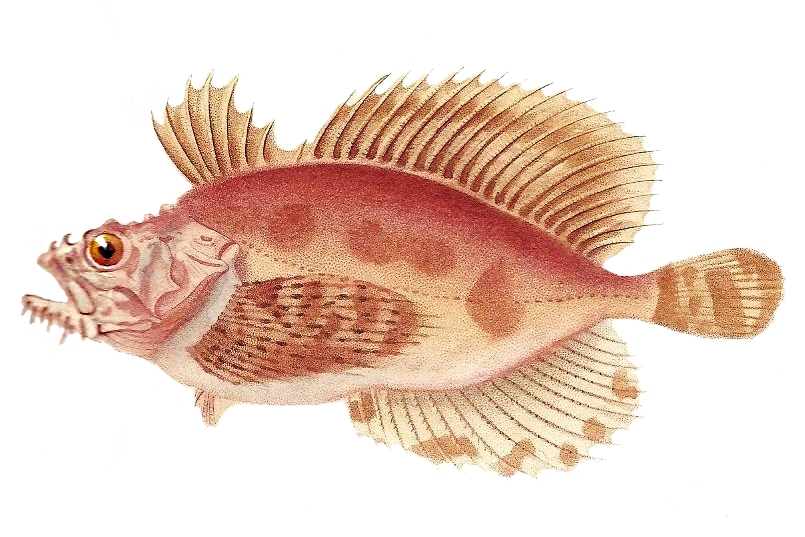